# Notholaena fraseri
Notholaena fraseri är en kantbräkenväxtart som först beskrevs av Georg Heinrich Mettenius, och fick sitt nu gällande namn av Bak. Notholaena fraseri ingår i släktet Notholaena och familjen Pteridaceae. Inga underarter finns listade.